# Дослідне (Ніжинський район)
Дослідне —  село в Україні, у Носівській міській громаді Ніжинського району Чернігівської області. Населення становить 452 осіб. Орган місцевого самоврядування — Носівська міська рада.

## Історія
В селі знаходиться Носівська сільськогосподарська дослідна станція (заснована в 1911 р.), на якій у 20-х роках працював відомий вчений-ґрунтознавець К. К. Гедройц. За роки роботи станції її фахівцями виведено цілу низку сортів пшениці та овочевих культур. Дата заснування станції є датою виникнення села. На мапі 1923 року позначене як Дослідне Поле, у довіднику населених пунктів Чернігівщини 1924 року - Дослідна Станція, де було 1 господарство та мешкало 78 осіб. У довіднику населених пунктів Ніжинської округи 1927 року - Носівська дослідна станція, де налічувалося 68 дворів та мешкало 138 осіб.